# Mickey Mouse Magazine
Mickey Mouse Magazine est une publication périodique américaine lancée entre 1933 et 1935 sous licence par Kay Kamen, l'agent de Disney et mettant en vedette Mickey Mouse. La publication s'arrêta en 1940.

## Historique
L'histoire de Mickey Mouse en bande dessinée débute en janvier 1930 avec le lancement d'un comic strip quotidien sous licence de King Features Syndicate et dessiné par Ub Iwerks et encrée par Win Smith. Ce n'est pas un magazine proprement dit.
Floyd Gottfredson remplace à partir d'avril Iwerks, qui vient de quitter le studio. Le 10 janvier 1932, Earl Duvall lance une planche dominicale d'histoire de Mickey Mouse, là encore inclus dans un périodique. Le 17 janvier, Gottfredson reprend en main cette édition.
L'année 1932 se poursuit avec plusieurs éditions disparates telles que :
- un Big Little Book, livre dédié à Mickey Mouse publié par Whitman Publishing ;
- un livre promotionnel de 48 pages accompagnant un film produit par United Artists ;
- la première publication de Mickey Mouse Melodeon en novembre.

L'année 1932 est un tournant avec la publication en Italie d'un premier magazine avec Mickey Mouse, Topolino (premier numéro le 31 décembre 1932, publié à Milan).
En janvier 1933, Kay Kamen lance à son tour un périodique dédié, le Mickey Mouse Magazine dont seulement neuf publications mensuelles ont alors été produites et distribuées dans les cinémas et grands magasins,.
La publication reprend sous une seconde version en novembre 1933, au même format, avec le soutien des producteurs de lait américains qui s'en servent comme supports publicitaires, publication qui se poursuit jusqu'en octobre 1935.
Le 5 juin 1934, Walt Disney Productions dépose la marque Mickey Mouse pour la publication de livres, magazines et journaux. Elle est utilisée dans les bandeaux des histoires. Le 21 octobre est édité à Paris le premier numéro en français du Journal de Mickey.
Le 15 mai 1935, une troisième version du Mickey Mouse Magazine est lancée, au prix de 10 cents. La seconde version s'arrête en octobre tandis que la troisième passe à un rythme mensuel.
La troisième version adopte dans les années 1940 un format classique pour ce type de publications,.
En 1936, une version serbe nommée Mikijevo Carstvo est lancée (parution jusqu'en 1941) ainsi qu'une suédoise nommée Musse Pigg-tidningen. Cette dernière est publiée par Åhlén & Åkerlund et 23 publications sortiront jusqu'en 1938.
En 1940 alors qu'il vient de changer de taille, Mickey Mouse Magazine s'arrête en septembre 1940, et devient Walt Disney's Comics and Stories,.

## Sources
- Chronology of Walt Disney's Mickey Mouse : 1932-1934,  1935-1938